# Електронна інженерія
Електронна інженерія — це галузь електротехніки, яка виникла на початку 20-го століття і відрізняється додатковим використанням активних компонентів, таких як напівпровідникові пристрої, для посилення та керування потоком електричного струму. Охоплює такі галузі, як: аналогова електроніка, цифрова електроніка, споживча електроніка, вбудовані системи та силова електроніка. Електронна інженерія також бере участь у багатьох суміжних галузях, наприклад, у фізиці твердого тіла, радіотехніці, телекомунікаціях, системах керування, обробці сигналів, системній інженерії, комп'ютерній інженерії, приладобудуванні, управлінні електроенергією, фотоніці та робототехніці.
Інститут інженерів з електротехніки та електроніки (IEEE) є одним із найважливіших професійних організацій для інженерів-електронників у США; еквівалентним органом у Великобританії є Інститут інженерії та технологій (IET). Міжнародна електротехнічна комісія (IEC) публікує електричні стандарти, включно з електронікою.
В Україні відповідним інститутом є Інститут радіофізики та електроніки імені О. Я. Усикова НАН України (скорочено ІРЕ НАН України) — науковий-дослідний інститут радіофізичного профілю Національної академії наук України.
Електронна інженерія є підгалуззю в рамках ширшого навчального предмета електротехніки. Інженери-електронники зазвичай мають вчений ступінь зі спеціалізацією в галузі електроніки. Тривалість навчання для отримання такого ступеня зазвичай становить три або чотири роки в країнах ЄС, чотири або п'ять років в Україні. Отриманий ступінь може бути означений як бакалавр інженерії, бакалавр природничих наук, бакалавр прикладних наук або бакалавр технологій залежно від університету. Багато британських університетів також пропонують ступінь магістра інженерії (MEng) на рівні випускників. В Україні — бакалавр або магістр.